# Bangladeschische Badmintonmeisterschaft 1987
Die Bangladeschische Badmintonmeisterschaft 1987 war die 12. Austragung der nationalen Titelkämpfe im Badminton in Bangladesch. 

## Sieger und Finalisten
| Disziplin    | Gold                                          | Silber                          |
| ------------ | --------------------------------------------- | ------------------------------- |
| Herreneinzel | Mahmudur Rahman Mahi (University of Rajshahi) | Shek Abul Hashem (BRTC)         |
| Dameneinzel  | Ferdousy Khanum (BRTC)                        | Nazia Akhter Juthi (BRTC)       |
| Herrendoppel | Golam Aziz Zilani Vulu (Biman)                | Shek Abul Hashem Pintu (BRTC)   |
| Damendoppel  | Kamrun Nahar Dana Nazia Akhter Juthi (BRTC)   | Rokeya Beg Popy (Biman)         |
| Mixed        | Shek Abul Hashem Kamrun Nahar Dana (BRTC)     | Liton Nazia Akhter Juthi (BRTC) |